# سیارک ۳۰۶
سیارک ۳۰۶ (به انگلیسی: 306 Unitas) سیصد و ششمین سیارک کشف شده‌است که در ۱ مارس ۱۸۹۱ کشف شد.
قدر مطلق سیارک برابر ۸٫۹۶ است.